# Neobohaiornis
Neobohaiornis es un género extinto de avialano perteneciente al clado Enantiornithes y que habitó en lo que es hoy la Formación Jiufotang del Cretácico inferior (Aptiano) de la provincia de Liaoning, China. El género contiene una sola especie, N. lamadongensis, conocida a partir de un esqueleto bien conservado con impresiones de plumas.